# Okresy warunkowe w języku angielskim
Okresy warunkowe w języku angielskim – zbiór zasad i konstrukcji gramatycznych w języku angielskim służących do opisu zdarzeń zachodzących pod wpływem warunków, możliwych do spełnienia bądź nierzeczywistych. Język angielski nie ma oddzielnej formy trybu warunkowego, zastępują go konstrukcje gramatyczne z czasownikiem will i would. Można zdefiniować cztery podstawowe relacje między warunkiem a zdarzeniem: warunek jest zawsze aktualny a relacja rozpatrywana jest na zasadzie reguły lub prawdy ogólnej, zdarzenie przyszłe zachodzi po spełnieniu możliwego do realizacji warunku, zdarzenie ma małe szanse na zaistnienie, bo determinujący je warunek jest nierzeczywisty, wreszcie relacja warunek-zdarzenie na planie przeszłym, kiedy zdarzenie nie nastąpiło, bo warunek nie zaszedł.

## Tryb przypuszczający
Język angielski nie ma trybu przypuszczającego w sensie oddzielnych form czasownika dla wyrażenia przypuszczenia, warunku itp. Nierealne zdarzenia przedstawia się za pomocą czasownika would lub, w konstrukcjach warunkowych, czasownikami w czasie teraźniejszym, przeszłym lub zaprzeszłym. Czasownik would w pytaniach może być używany również do wyrażenia próśb w sposób grzeczny: Would you please unlock the door? → Czy mógłbyś otworzyć te drzwi, z łaski swojej?

## Natura zdania warunkowego
Zdanie podrzędne warunkowe jest typem zdania podrzędnego okolicznikowego. Zdarzenie opisane w zdaniu głównym zajdzie, jeśli zostanie spełniony określony warunek, przy czym kolejność zdań jest dowolna: If it rains, we’ll get wet → Jeśli będzie padać, zmokniemy. The door opens if you press the button → Drzwi się otworzą, jeśli naciśniesz przycisk. Zdanie warunkowe mogą wprowadzać:
- if → „jeśli”
- unless (if... not lub except... if) → „o ile nie”
- provided that, providing that → „pod warunkiem, że”, „zakładając, że”
- on condition that → „pod warunkiem, że”, określenie formalne
- Imagine → „wyobraź sobie”
- supposing → „zakładając”
- as long as → „tak długo jak...”.

Istnieją trzy (według niektórych podręczników gramatyki cztery) tzw. okresy warunkowe, czyli konstrukcje gramatyczne służące do określania związków między wydarzeniem i warunkiem. Oprócz tego występuje kilka okresów mieszanych.
Przegląd form trybu warunkowego::
| Okres | Zdanie nadrzędne                                      | If         | Zdanie podrzędne                        |
| ----- | ----------------------------------------------------- | ---------- | --------------------------------------- |
| 0     | Present Simple, Present Progressive                   | if         | Present Simple, Present Progressive     |
| 1     | Future Simple, Future Progressive, czasowniki modalne | if, unless | Present Simple, Present Progressive     |
| 2     | would + inf                                           | if         | Past Simple, Past Progressive           |
| 3     | would + Past Participle                               | if         | Past Perfect,. Past Perfect Progressive |

## Zerowy okres warunkowy
Odnosi się do warunku, który jest zawsze prawdziwy. Przy użyciu tego okresu formowane są więc również zasady ogólne. W obu częściach zdania występują czasy teraźniejsze. Spójnikiem może być if, when, whenever: If I eat too much, I just get fat. → Jeśli jem za dużo, to tyję. When somebody waves a red flag, it usually means danger. → Kiedy ktoś macha czerwoną flagą, zwykle oznacza to niebezpieczeństwo. Oil floats, if you put it to water. → Olej pływa, jeśli wlać go do wody. Ten typ okresu warunkowego niektóre gramatyki, zwłaszcza dydaktyczne, nazywają zerowym okresem warunkowym.

## Pierwszy okres warunkowy

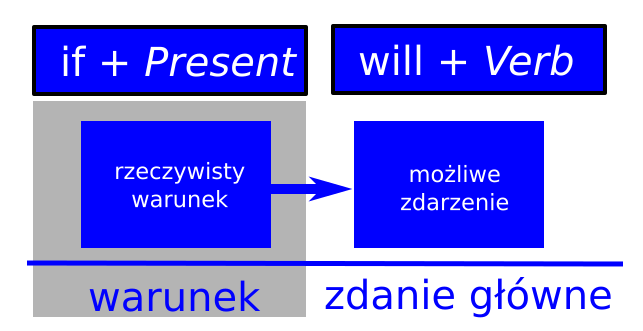
I okres warunkowy

Pierwszy okres warunkowy dotyczy warunku możliwego do spełnienia w przyszłości, pod wpływem którego jest możliwe zdarzenie przyszłe. Warunek w takim zdaniu występuje w czasie teraźniejszym, a skutek w czasie przyszłym: If it rains this evening, we shall get wet → Jeśli będzie wieczorem padało, przemokniemy. If you leave now, you’ll catch the 3.20 train to Paignton and then the last bus to Brixham → Jeśli teraz wyjdziesz, złapiesz pociąg do Paignton o 15:20 i tam ostatni autobus do Brixham.

### willw zdaniu określającym warunek
W zdaniu podrzędnym po spójniku if czas przyszły zwykle nie jest używany. Istnieje jednak kilka wyjątków od tej zasady, zwłaszcza jeśli zdanie jest pozornie warunkowe:
- jeśli zdanie podrzędne oznacza skutek: We’ll go home if it will make you feel better → Pójdziemy do domu, jeśli przez to poczujesz się lepiej. W tym przypadku zdanie podrzędne nie jest warunkiem, a skutkiem.
- Will występuje, jeśli zakłada się prawdziwość warunku w chwili obecnej: If prices will really come down in a few months, I’m going to buy that car → Jeśli ceny rzeczywiście tak będą spadać przez kilka miesięcy, jak teraz, to wtedy kupię to auto. Mówiący ma powody sądzić, że ceny będą niższe, bo dzieje się tak w tej chwili.
- Jeśli po if występuje pytanie w mowie zależnej, czas zdania podrzędnego pozostaje przyszły: He doesn’t know if he will make it to Bude today → On nie wie, czy uda mu się dotrzeć dziś do Bude.
- Jeśli czasownik mówiący chce wyrazić nacisk: If you will eat so much, it’s not surprising you feel ill → Jeśli musisz tyle jeść, to nic dziwnego, że czujesz się niezdrowo.
- Przy prośbach formułowanych w sposób grzeczny. W tym przypadku will nie jest cechą czasu przyszłego, a równoważnikiem if you’re willing to: If you will fill in this form, I’ll sort it out on the spot → Gdybyś był łaskaw wypełnić ten druczek, to załatwię sprawę na miejscu.

### if...should
Jeśli mówiący chce zasugerować, że uważa, że warunek nie zostanie spełniony, może to uczynić za pomocą konstrukcji if... should: If you should meet Ann, tell her she owes me a beer → Gdybyś tak wpadł na Ann, powiedz jej, że jest mi dłużna jedno piwo. Konstrukcja jest możliwa również z inwersją i bez spójnika if: Should you watch that film, remember I act there as an usher → Gdybyś oglądał ten film, to pamiętaj, że występuję tam w roli szatniarza.

### If ...tryb rozkazujący
W zdaniu podrzędnym może wystąpić tryb rozkazujący: If you’re hungry, please help yourself → Jeśli jesteś głodny, proszę, poczęstuj się.

## Drugi okres warunkowy

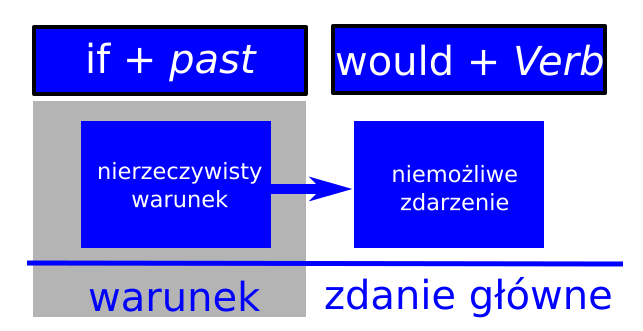
II okres warunkowy

Drugi okres warunkowy odnosi się do teraźniejszości, jednak warunek, który determinuje zaistnienie zdarzenia, jest nierzeczywisty bądź praktycznie niemożliwy do spełnienia. Orzeczenie zdania warunkowego występuje wtedy w czasie przeszłym, a w zdaniu głównym występuje czasownik modalny would/should: Would you accept that job, if they offered it to you? → czy przyjąłbyś tę pracę, gdyby ci ją oferowali? Prawdopodobieństwo zaoferowania tej pracy mówiący uważa za bardzo niewielkie. Natomiast w zdaniu: Will you accept that job, if they offer it to you? → Czy przyjmiesz tę pracę, jeśli ci zaproponują? szanse na uzyskanie tej pracy mówiący ocenia na realne.
W zdaniu warunkowym czasownik be dla pierwszej i trzeciej osoby i liczby pojedynczej często przyjmuje formę were: If I were you, I wouldn’t hesitate a single second → Na twoim miejscu nie wahałbym się ani sekundy.

### if ... was/were
Innym sposobem mówienia o nierzeczywistych wydarzeniach w przyszłości jest struktura if... was/were to: What would we do if you were to lose your job: → Co byśmy zrobili, gdybyś tak stracił pracę? Struktura ta służy do wyrażania próśb i sugestii nie wprost, w grzeczny sposób: If you were to move your chair a bit, we could all sit down: Gdybyś tak przestawił ciut to krzesło, usiedlibyśmy wszyscy.

### if it was/were not for...
Struktura ta oznacza, że zaistniało jedno zdarzenie, które zmieniło całą sytuację: If it wasn’t/weren’t for your children, we could go skiing next week → Gdyby nie twoje dzieci, moglibyśmy w przyszłym tygodniu jechać na narty. W III okresie warunkowym struktura przyjmuje postać: If it hadn’t been for...

### if only
Jest to struktura idiomatyczna o cechach drugiego okresu warunkowego i występuje tylko z czasownikiem w czasie przeszłym. Oznacza ona wyrażenie smutku, rozczarowania z powodu zajścia (lub niezajścia) jakiegoś zdarzenia: If only I knew where he put the spanner! → Gdybym tak wiedział, gdzie on położył klucz francuski!

### wouldi’d havew obu zdaniach
Czasownik would występuje czasem zarówno w zdaniu głównym, jak i określającym warunek. Jest to styl bardzo nieformalny i bardziej właściwy angielszczyźnie amerykańskiej: It would be good if we’d get some rain → Dobrze by było, gdyby trochę popadało. Podobnie jest z ’d have. Jest to forma przez niektórych uważana za niepoprawną, choć pojawiająca się wśród osób edukowanych i występująca tylko w języku mówionym: If I’d have known, I’d have told you → Gdybym był wiedział, powiedziałbym ci.

## Trzeci okres warunkowy

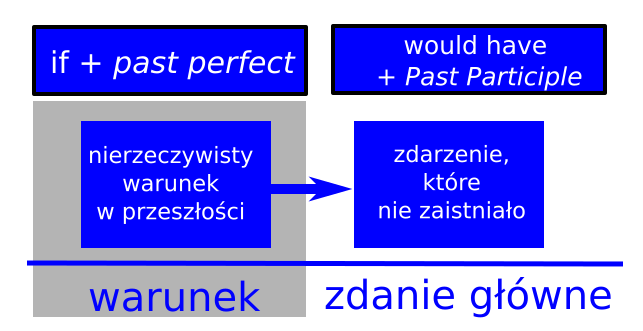
III okres warunkowy

W trzecim okresie warunkowym mowa o warunku w przeszłości, który nie zaszedł. Zdanie warunkowe występuje w jednym z czasów zaprzeszłych (Past Perfect bądź Past Perfect Progressive), w zdaniu nadrzędnym rzeczownik znajduje się w imiesłowie przeszłym biernym za czasownikiem would: If I had learnt more, I would have passed that exam → Gdybym się był więcej uczył, zdałbym tamten egzamin. Mówiącym to zdanie jest zapewne student po sesji, który nie zdał egzaminu. Warunek nie zaistniał, toteż zdarzenie (zdanie egzaminu) nie zaszło również. If Columbus hadn’t discovered America, the history of the world would have been different → Gdyby Kolumb nie odkrył Ameryki, historia świata byłaby zupełnie inna.

## „Mieszany” tryb warunkowy
Podręczniki gramatyki często radzą, by zamiast stosować struktury przyporządkowane poszczególnym „okresom” warunkowym, rozważyć, kiedy zdarzenia i warunki miały miejsce, gdyż podział na 3 okresy warunkowe nie wyczerpuje wszystkich możliwości. Istnieją również sytuacje, kiedy warunek, który nie zaszedł w przeszłości, determinuje sytuację obecną, np. If I hadn’t eaten so much a year ago, I wouldn’t have problems with hypertension now. → Gdybym nie jadł wtedy tyle, nie miałbym teraz problemów z nadciśnieniem. If he didn’t have to work tomorrow, he wouldn’t be so miserable today. → Gdyby nie musiał jutro pracować, nie byłby dziś taki nieszczęśliwy. Niektóre gramatyki nazywają tego typu struktury „zdaniami warunkowymi mieszanymi.
Typy mieszanych okresów warunkowych:
- Warunek w przeszłości, rezultat w teraźniejszości (Past Perfect → would + inf.): If I had practiced hard, I would be a winner now → Gdybym ciężej ćwiczył, teraz bym wygrał.
- Warunek w przeszłości, rezultat w przyszłości (Past Perfect → would + inf Present): If you had informed me before, you would be going with me tomorrow → Gdybyś mnie przedtem poinformował, poszedłbyś ze mną jutro.
- Warunek w teraźniejszości, rezultat w przeszłości (Simple Past → would have + past participle): If I didn’t have to finish my thesis, I would have gone to the party last night. → Gdybym nie musiał teraz ukończyć pracy dyplomowej, poszedłbym na przyjęcie zeszłej nocy.
- Warunek w teraźniejszości, rezultat w przyszłości (Past Simple → would + inf Present): If we didn’t have sufficient money, we would not buy a new house. → Gdybyśmy nie mieli wystarczająco pieniędzy, nie kupilibyśmy nowego domu.
- Warunek w przyszłości, rezultat w przeszłości (Past Simple/Progressive → Would have + Past Participle): If they weren’t playing with us tomorrow, we would have called another team. → Gdyby nie zagrali z nami jutro, zawołamy inną drużynę.
- Warunek w przyszłości, rezultat w teraźniejszości (Past Simple/Past Progressive → would + Inf Present): If I were going to the party tonight, I would be so happy. → Gdybym szedł dziś wieczorem na przyjęcie, byłbym tak szczęśliwy.